# Louis Cattiaux
Pour les articles homonymes, voir Cattiaux.
 (mars 2012).
Si vous disposez d'ouvrages ou d'articles de référence ou si vous connaissez des sites web de qualité traitant du thème abordé ici, merci de compléter l'article en donnant les références utiles à sa vérifiabilité et en les liant à la section « Notes et références ».
Louis Cattiaux, né le 17 août 1904 à Valenciennes et décédé le 16 juillet 1953 à Suresnes, est un peintre, écrivain et poète français. Bien qu'il n'ait pas fait d'études académiques de philosophie, toute son œuvre (y compris sa peinture) manifeste un intérêt constant pour la métaphysique et les sujets philosophiques, en particulier pour la philosophie hermétique. Cet autodidacte est le maître du philosophe Emmanuel d'Hooghvorst.

## Biographie
Louis Cattiaux, ou Louis-Ghislain Cattiaux, naît à Valenciennes le 17 août 1904. Il perd sa mère à l'âge de 15 ans et sa sœur aînée l'élève. En 1914, frère et sœur sont évacués en région parisienne et Louis Cattiaux entre au pensionnat Hanley. En 1922, il prépare son entrée aux Arts et Métiers à Paris.
En 1928, il séjourne quelque temps au Dahomey (Bénin) comme employé d'une entreprise commerciale. Il se consacre ensuite de plus en plus à la peinture. Il commence à fréquenter les milieux littéraires et artistiques d'avant-garde parisiens de l'époque.
En 1932, il épouse Henriette Péré avec qui il s'installe au no 3 de la rue Casimir Périer à Paris où ils créent une galerie d'art appelée Gravitations, en honneur au poète Jules Supervielle.
En 1934, il signe le manifeste du Transhylisme avec une série d’artistes : Jean Marembert, Pierre Ino etc., ainsi que les poètes Louis de Gonzague-Frick et Jules Supervielle. À partir de 1936, ses centres d'intérêt s'orientent vers l’alchimie.
Il abandonnera  alors presque totalement la pratique de la peinture pour se consacrer à la rédaction de son ouvrage Le Message retrouvé ou L’Horloge de la nuit et du jour de Dieu.
Le 16 juillet 1953, Louis Cattiaux meurt à 48 ans d'une maladie foudroyante de la rate.

### Œuvres littéraires
En 1938, il commence à écrire Le Message égaré, qui plus tard deviendra Le Message retrouvé. En 1946, la première édition des douze premiers chapitres du Message retrouvé est publiée à compte d'auteur à Paris. C'est à cette époque qu'il se met à rédiger sa Physique et Métaphysique de la Peinture. En 1947, il entame une relation épistolaire avec Jean Rousselot et avec René Guénon. Grâce à un compte-rendu de ce dernier sur Le Message retrouvé, publié en 1948, dans la revue Études traditionnelles, Louis Cattiaux entre en contact en 1949 avec Emmanuel d’Hooghvorst, auteur de Le Fil de Pénélope. Ce fait marquera le début d’une intense relation entre eux ainsi qu’avec Charles d’Hooghvorst, frère cadet d’Emmanuel, qu’il rencontrera en mai 1949.
En 1951, Louis Cattiaux publie un hommage nécrologique à René Guénon dans la revue poétique Le Goéland de Théophile Briant. Il y dit notamment : « Il a véritablement préparé les voies du Seigneur en rappelant la transcendance universelle de la révélation divine, et en dénonçant sans jamais faiblir les deux perversions de la Science de Dieu, c'est-à-dire l'occultisme ténébreux, et d'autre part la science profane, qui submergent le monde actuel. » il clôt son éloge funèbre par ces mots : « René Guénon n'est pas mort et son œuvre vient seulement au monde, malgré l'extraordinaire pudeur qu'il a toujours manifestée pour tout ce qui concernait la divulgation de sa personnalité. Je ne pense pas à présent trahir sa pensée en la laissant s'exprimer à travers quelques extraits de ses lettres dans ce journal ami. Ayant constamment éclairé la source de la vie révélée, il est juste et convenable que la vie l'éclaire à présent de sa douce et véridique lumière. »
Le 16 juillet 1953, Louis Cattiaux quitte ce monde inopinément.
En 1954, Les Poèmes du fainéant et les poèmes alchimiques, tristes, zen, d'avant, de la résonance, de la connaissance de Louis Cattiaux sont édités par le Cercle du Livre. En 1954 également, des extraits de son essai sur la peinture Physique et Métaphysique de la Peinture sont publiés dans une revue Suisse, Les Cahiers Trimestriels Inconnues no 9, ainsi qu'un article d'Emmanuel d'Hooghvorst intitulé Le Message Prophétique de Louis Cattiaux.
En 1956 paraît pour la première fois la totalité du Message Retrouvé aux Éditions Denoël.
Actuellement, les œuvres littéraires de Louis Cattiaux, totalisent en tout (avec surtout les nombreuses rééditions et traductions du Message retrouvé) plus de vingt éditions. Il est traduit en castillan, en catalan, en anglais, italien, portugais, allemand, néerlandais. Plusieurs éditions sont en juxta bilingue.
En 1999, a eu lieu une conférence totalement dédiée à Cattiaux et au Message Retrouvé, donnée à la Sorbonne dans le cadre du Colloque Canseliet.

## LeMessage retrouvé
En 1946, Louis Cattiaux publie à compte d’auteur les douze premiers chapitres du Message retrouvé avec une préface de Lanza del Vasto. Ensuite, il continue à écrire de nouveaux chapitres (qu’il intitule « livres ») jusqu’à sa mort.
En septembre 1948, René Guénon publie, dans le no 270 de la revue Études traditionnelles, un compte-rendu du Message Retrouvé, qu'il termine en ces termes : « Nous ne savons ce que des « spécialistes » de l'hermétisme, si toutefois il en est encore de réellement compétents, pourront penser de ce livre, et comment ils l'apprécieront ; mais ce qui est certain, c'est qu'il est loin d'être indifférent et qu'il mérite d'être lu et étudié avec soin par tous ceux qui s'intéressent à cet aspect de la tradition. »
En 1956, la première édition complète voit le jour chez Denoël à Paris, avec une présentation au lecteur d’Emmanuel et Charles d’Hooghvorst. Une seconde édition voit le jour en 1978 à Bruxelles. Parallèlement différentes traductions sont éditées en Espagne, Italie, Allemagne, Brésil, etc.
Le Message retrouvé se présente sous forme de sentences ou de versets disposés sur deux colonnes (en certains cas, trois) et divisés en 40 livres ou chapitres. Cet ouvrage, que l’auteur a mis quinze ans à écrire, est le fruit de son expérience spirituelle. Chacun des chapitres est précédé de deux épigraphes et est suivi de deux hypographes tirés des Écritures saintes de toutes les nations. Le Message retrouvé constitue l’œuvre maîtresse de Louis Cattiaux.
Ces aphorismes ou versets traitent différents sujets, chacun de façon indépendante, tout en formant un ensemble homogène sur les questions fondamentales de l’homme. Le Message retrouvé fait usage d’un langage particulier, il ne développe aucun sujet systématiquement, il affirme moyennant des maximes.

## Pour approfondir

#### Éditions
- Art et Hermétisme (œuvres complètes), Grez-Doiceau (Belgique), Beya, 2005, 555 p.  (ISBN 2-9600364-4-1) Réunit : Le message retrouvé, Œuvre poétique, Physique et métaphysique de la peinture.
- Le Message retrouvé, ou L'Horloge de la nuit et du jour de Dieu, Grez-Doiceau (Belgique), Beya, 2006, 435 p.  (ISBN 978-2-9600575-0-8)
- Le Message retrouvé, ou L'Horloge de la nuit et du jour de Dieu, Bruxelles, « Les Amis de Louis Cattiaux », 1978 et 1991. Première édition chez l'auteur, 1946, 144 p. avec une préface de Lanza del Vasto
- Les Poèmes du fainéant et les poèmes alchimiques, tristes, zen, d'avant, de la résonance, de la connaissance, Paris, Le Cercle du Livre, 1954  (ISBN 2914946023)
- Poèmes, MCOR, La Table d'émeraude, 2003, 44 p.
- Physique et métaphysique de la peinture, Bruxelles, « Les Amis de Louis Cattiaux », 1991. Reproduction de la majorité de ses toiles.
- Correspondance Louis Cattiaux - René Guénon, de 1947 à 1950, édi. par Rodolphe d'Oultremont, Wavre, Editions du Miroir d'Isis, 2011, 134 p.
- The Collected Letters of Louis Cattiaux, édité par Jeanne Lohest d'Hooghvorst, Beya, 2013. Trad. an. de Florilège épistolaire de Louis Cattiaux in Croire l'incroyable, ou L'Ancien et le Nouveau dans l'Histoire des religions, Beya, 2006.
- Le Message Retrouvé, ou l'horloge de la nuit et du jour de Dieu, éditions Philomène Alchimie, 2024, 430 p.

#### Ouvrages consacrés à l'œuvre de Louis Cattiaux
- « Florilège Épistolaire » dans Croire l’incroyable ou l’ancien et le nouveau dans l’histoire des religions (Arola Éd.), Grez-Doiceau, Beya, 2006.
- Article de René Guénon sur Le Message Retrouvé de Louis Cattiaux, paru dans Les Études Traditionnelles en septembre 1948, rééd. in : Paris Le Caire, correspondance entre Louis Cattiaux et René Guénon, n° spécial des Éditions du Miroir d'Isis, annexe 2, p. 127 et 128, Wavre, octobre 2011, 134 p.  (ISBN 978-2-917485-02-6).
- Ces hommes qui ont fait l'alchimie au XXe siècle : Louis Cattiaux, Emmanuel d'Hooghvorst..., Grenoble, G. Dubois, 1999, 111 p.  (ISBN 2-84461-007-2).
- Conférence donnée en 1999 à la Sorbonne sur Louis Cattiaux lors du Colloque Eugène Canseliet  https://vulcainhelios.wordpress.com/colloques-arl/colloque-eugene-canseliet-4-5121999-2/
- Mohammed Taleb, "Louis Cattiaux et son Message Retrouvé" (p. 205–208), In Nature vivante et Âme pacifiée, La Bégude de Mazence, Arma Artis, 2014,  (ISBN 978-2-87913-166-5)
- Raimon Arola y Lluisa Vert, La Actualidad del hermetismo, El mensaje de Louis Cattiaux, Herder, Barcelona 2020, 235 p.  (ISBN 978-84-254-4418-0)
- Raimon Arola, Le Symbole Renouvelé, à propos de l'œuvre de Louis Cattiaux, traduction de l'espagnol par Jeanne d'Hooghvorst, éditions Philomène Alchimie, 2021.  (ISBN 9782493577061).
- Jean-Christophe Lohest et Jeanne Lohest d'Hooghvorst, Cattiaux, un Art Magique, éditions Philomène Alchimie, réédition revue et corrigée 2024.  (ISBN 9782493577320).